# Jorge Romo
Jorge Romo (20 de abril de 1923- 17 de junho de 2014) foi um futebolista mexicano que competiu na Copa do Mundo FIFA de 1958.